# لويس فيليب ديمرز
لويس فيليب ديمرز هو قاضي وسياسي كندي، ولد في 16 سبتمبر 1863، وتوفي في 3 نوفمبر 1951. نشط حزبياً في الحزب الليبرالي الكندي. وقد انتخب عضو مجلس العموم الكندي.